# 范玉端
范玉端（越南语：／；1871年—？年），原名范名色（越南语：／），越南阮朝官員。

## 生平
范玉端是南定省春長府膠水縣行善總行善社（今屬南定省春長縣春鴻社行善村）人，嗣德二十四年（1871年）出生。成泰六年（1894年），參加河南場鄉試，考中舉人。成泰十三年（1901年），范玉端會試中格，庭試考中副榜。後任教授。